# ヘキサン
ヘキサン（英: hexane）は、有機溶媒の一種で、直鎖状アルカンである。常温では無色透明で、灯油のような臭いがする液体。水溶性は非常に低い（20℃で13 mg/L）。ガソリンに多く含まれ、ベンジンの主成分である。
構造異性体の枝分かれアルカンとして、2-メチルペンタン、3-メチルペンタン、2,2-ジメチルブタン、および 2,3-ジメチルブタンの4つが知られ、イソヘキサンと総称される（2-メチルペンタンのみを指す場合もある）。それらの異性体と区別するため、ヘキサンは特にノルマルヘキサン (n-hexane) と呼ばれることもある。また、これらの異性体を含めた炭素6個のアルカン群の呼称として、ヘキサン (hexanes：複数形) という言葉を使うこともある。
600〜700℃で熱分解を起こし、水素、メタン、エチレンなどを生ずる。

## 用途
極性の低い溶媒として、油脂の洗浄・抽出をはじめ様々な用途に用いられる。大豆の脱脂加工法の一つである溶媒抽出法は、大豆を破砕した後にヘキサンを溶剤として使い油脂（大豆油）を抽出するものである。ヘキサンには毒性があるものの、沸点が69度前後と低いため加熱すれば容易に除去できる。大豆油製造を行なった際の副生産物（油粕）である脱脂加工大豆は醤油の醸造や飼料などに利用される。こうした点で、ヘキサンは食品添加物として扱うことができるが、加工過程で完全除去される加工助剤であり表示されることはない。
一般用途では、ホームセンターなどで「ブレーキクリーナー」「パーツクリーナー」という名称でイソヘキサンを主成分とするスプレーが販売されている。これらの商品はイソヘキサンの溶剤としての効力を高圧ガスの噴射力でさらに高めており、油脂や金属粉による汚れを効果的に除去できる。自動車整備用途だけではなく、機器や部材のグリスや油脂汚れの除去にも応用されるが、プラスチックやゴムを侵す場合がある。

## 安全性
ヘキサンは、引火点が−22℃の引火性液体であり、日本では消防法による危険物第四類（第一石油類 危険等級II 非水溶性）に指定されている。空気中の爆発限界濃度は1.1～7.5vol%で、使用する際は十分な換気をすると共に火気に注意が必要である。
慢性毒性として、アルカンの中でヘキサン（ノルマルヘキサン）は特異的に毒性を有する。代謝系でヘキサンが酸化され2,5-ヘキサンジオンが生成し、これが末梢神経を侵すために歩行困難などの多発性神経症が発症する。急性毒性としては500ppm以上の濃度のヘキサンに曝露することで頭痛や軽度の麻酔作用が現れることがある。